# Paul Chocque
Paul Chocque (14. juli 1910 i Viroflay – 4. september 1949 i Paris) var en fransk cykelrytter som deltog i de olympiske lege 1932 i Los Angeles.
Chocque vandt en sølvmedalje i banecykling i under OL 1932 i Los Angeles. Han var med på det franske hold som kom på en andenplads i konkurrencen i 4000 meter forfølgelsesløb efter Italien. De andre på holdet var René Le Grevès, Henri Mouillefarine og Amédée Fournier.